# Île de Muostakh
L'île de Muostakh ou île de Mostakh (en russe : Остров Муостах), est une île de la baie de Buor-Khaya, en mer des Laptev. Elle est située à l'est du delta de la Léna, entourant la baie de Tiksi, à environ 35 km à l'est-sud-est de Tiksi.

## Géographie

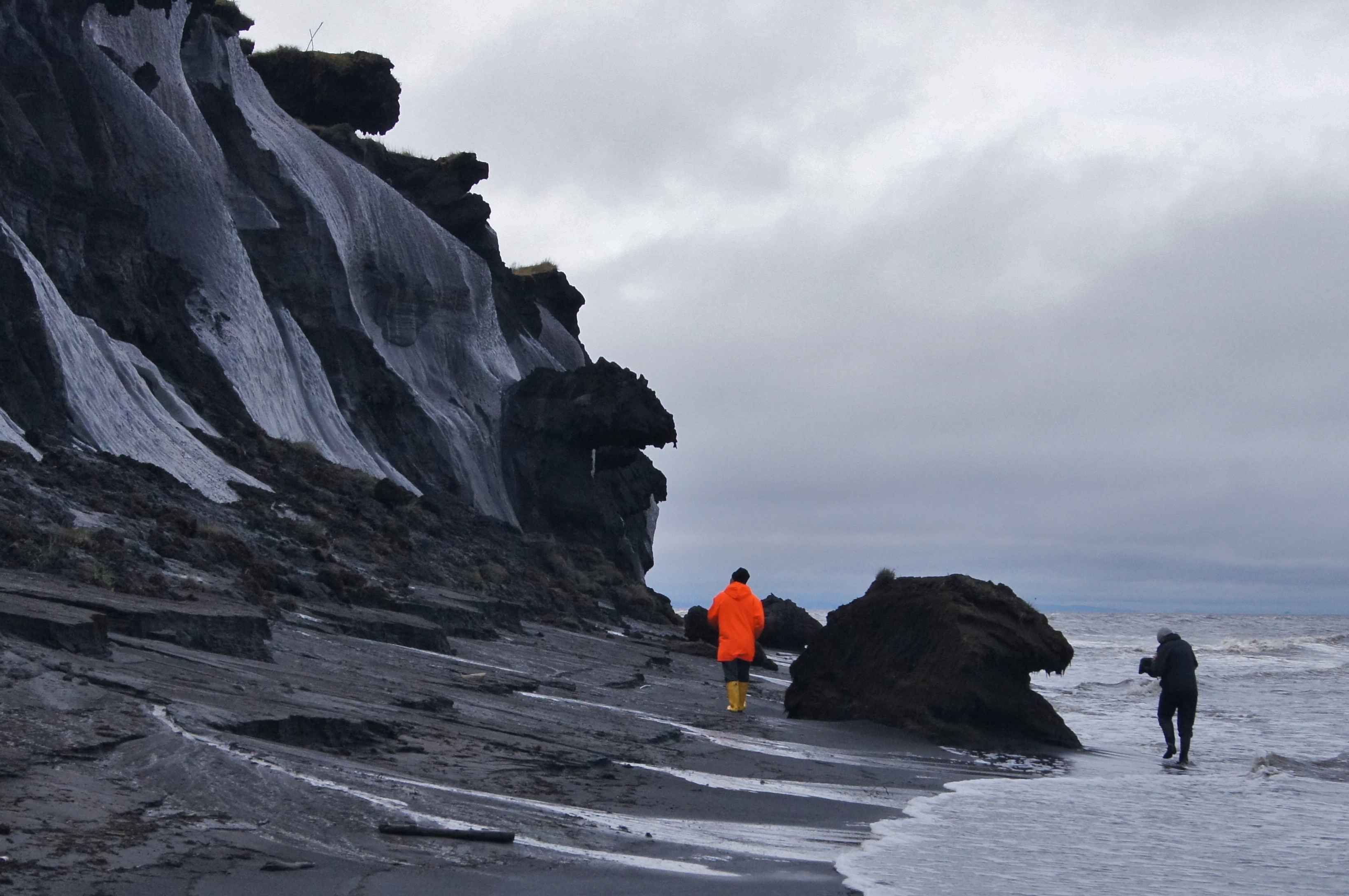
Côte de l'île de Muostakh

L'île de Muostakh est longue et étroite ; sa longueur est de 13 km et sa largeur maximale d'environ 0,5 km en moyenne. Au large de sa pointe sud se trouve une île beaucoup plus petite, d'environ 2 km de long, possédant des caractéristiques similaires. La zone où se trouve l'île de Muostakh est soumise à un climat arctique rigoureux avec de fréquents coups de vent et blizzards. La mer dans la baie est gelée pendant environ neuf mois chaque année et souvent obstruée par des banquises. Il y a des baïdjarakhs de 4 à 5 m de large sur l'île.
Administrativement, l'île de Muostakh appartient à la République de Sakha (Yakoutie) de la fédération de Russie. Il y a une station de recherche météorologique et biologique sur l'île de Muostakh.

### Forte érosion
Géologiquement, l'île de Muostakh est le reste d'une ancienne grande plaine qui faisait partie du continent sibérien il y a environ deux mille ans. Le détroit qui sépare maintenant l'île du continent commençait à peine à se former à cette époque. De nos jours, son promontoire nord est soumis à une érosion marine spectaculaire, reculant au rythme de 6 m/an. Parfois, le recul du littoral expose les os et les défenses d'animaux préhistoriques tels que les mammouths.